# Бождово
Бождово (болг. Бождово) — село в Благоевградской области Болгарии. Входит в состав общины Сандански. Находится примерно в 9 км к северо-востоку от центра города Сандански и примерно в 52 км к юго-востоку от центра города Благоевград. По данным переписи населения 2011 года, в селе  проживало 6 человек, преобладающая национальность — болгары.

## Население
| Год     | 1934 | 1946 | 1956 | 1965 | 1975 | 1985 | 1992 | 2001 | 2011 |
| ------- | ---- | ---- | ---- | ---- | ---- | ---- | ---- | ---- | ---- |
| Жителей | 232  | 280  | 218  | 110  | 30   | 14   | 15   | 6    | 6    |

|  |